# Zając
Zając (Lepus) – rodzaj ssaków z rodziny zającowatych (Leporidae).

## Rozmieszczenie geograficzne
Rodzaj obejmuje szeroko rozpowszechnione gatunki obejmujące swoim zasięgiem Eurazję, Afrykę i Amerykę Północną wraz z Grenlandią.

## Morfologia
Długość ciała (bez ogona) 290–680 mm, długość ogona 25–145 mm, długość ucha 60–170 mm, długość tylnej stopy 76–185 mm; masa ciała 1–6,8 kg.

## Systematyka
Rodzaj zdefiniował w 1758 roku szwedzki przyrodnik Karol Linneusz w 10. wydaniu Systema Naturae poświęconej systematyce roślin, zwierząt i minerałów. Linneusz wymienił cztery gatunki – Lepus timidus Linnaeus, 1758, Lepus cuniculus Linnaeus, 1758, Lepus capensis Linnaeus, 1758 i Lepus brasiliensis Linnaeus, 1758 – z których gatunkiem typowym jest (linneuszowska tautonimia) Lepus timidus Linnaeus, 1758 (zając bielak).

### Etymologia
- Lepus: łac. lepus leporis ‘królik, zając’[21].
- Chionobates: gr. χιων khiōn, χιονος khionos ‘śnieg’; βατης batēs ‘piechur’, od βατεω bateō ‘stąpać’, od βαινω bainō ‘chodzić’[22]. Gatunek typowy: Kaup wymienił dwa gatunki – Lepus borealis H.R. Schinz, 1845 (= Lepus virginianus[b] Harlan, 1825) i Lepus variabilis Pallas, 1778 (= Lepus timidus Linnaeus, 1758) – z których gatunkiem typowym jest (późniejsze oznaczenie) Lepus variabilis Pallas, 1778 (= Lepus virginianus Harlan, 1825).
- Eulagos: gr. ευ eu ‘dobry, ładny, typowy’; λαγoς lagos ‘zając’[23]. Gatunek typowy: Gray wymienił dwa gatunki – Eulagos Judaeae[c] J.E. Gray, 1867 i Lepus mediterraneus J.A. Wagner, 1841 – z których gatunkiem typowym jest (późniejsze oznaczenie) Lepus mediterraneus J.A. Wagner, 1841.
- Macrotolagus: gr. μακρωτης makrōtēs ‘długouchy’, od μακρος makros ‘długi’; -ωτις -ōtis ‘-uchy’, od ους ous, ωτος ōtos ‘ucho’; λαγoς lagos ‘zając’[24]. Gatunek typowy: Mearns nie wymienił gatunku typowego; gatunkiem typowym jest (późniejsze oznaczenie)[25] Lepus alleni Mearns, 1890.
- Eulepus: gr. ευ eu ‘dobry, ładny’[26]; rodzaj Lepus Linnaeus, 1758 (zając). Gatunek typowy: Acloque wymienił dwa gatunki – Lepus timidus Linnaeus, 1758 i Lepus variabilis Pallas, 1778 (= Lepus timidus Linnaeus, 1758) – z których gatunkiem typowym jest (późniejsze oznaczenie) Lepus timidus Linnaeus, 1758.
- Mamlepus: modyfikacja zaproponowana przez meksykańskiego przyrodnika Alfonso Luisa Herrerę w 1899 roku, polegająca na dodaniu do nazwy rodzaju przedrostka Mam (od Mammalia)[27].
- Lagos: gr. λαγoς lagos ‘zając’[8]. Gatunek typowy: Lepus arcticus J. Ross, 1819.
- Poecilolagus: gr. ποικιλος poikilos ‘barwny, wielokolorowy’[28]; λαγoς lagos ‘zając’[29]. Gatunek typowy (oryginalne oznaczenie): Lepus americanus Erxleben, 1777.
- Boreolepus: gr. βορειος boreios ‘północny’, od βορεας boreas ‘północ’[30]; łac. lepus leporis ‘królik, zając’[31]. Gatunek typowy (oznaczenie monotypowe): Lepus groenlandicus Rhoads, 1896
- Allolagus: gr. αλλος allos ‘inny’[32] ; λαγoς lagos  ‘zając’[29]. Gatunek typowy (oznaczenie monotypowe): Lepus mandshuricus Radde, 1861.
- Tarimolagus: Kotlina Tarymska (chiń. 塔里木盆地; pinyin Tǎlǐmù Péndì; ujg. ‏تارىم ئويمانلىقى‎ Tarim Oymanliqi); λαγoς lagos  ‘zając’[29]. Gatunek typowy (oznaczenie monotypowe): Lepus yarkandensis A. Günther, 1875.
- Indolagus: łac. Indus „indyjski”, od India „Indie”; gr. λαγoς lagos  ‘zając’[29]. Gatunek typowy (oryginalne oznaczenie):  Lepus nigricollis F. Cuvier, 1823.
- Proeulagus: gr. προ pro ‘blisko, w pobliżu’[33]; rodzaj Eulagos J.E. Gray, 1867. Gatunek typowy (oryginalne oznaczenie) : Lepus oiostolus B.H. Hodgson, 1840.
- Sabanalagus: hiszp. sabana ‘sawanna’; gr. λαγoς lagos ‘zając’[15]. Gatunek typowy (oryginalne oznaczenie): Lepus microtis von Heuglin, 1865.
- Sinolagus: łac. Sinae ‘Chińczyk, chiński’, od gr. Σιναι Sinai ‘Chińczyk, chiński’; gr. λαγoς lagos ‘zając’[15]. Gatunek typowy (oryginalne oznaczenie): Lepus sinensis J.E. Gray, 1832.

### Podział systematyczny
Do rodzaju należą następujące występujące współcześnie gatunki:
| Grafika | Gatunek             | Autor i rok opisu                        | Nazwa zwyczajowa   | Podgatunki         | Rozmieszczenie geograficzne | Podstawowe wymiary                                | Status IUCN |
| ------- | ------------------- | ---------------------------------------- | ------------------ | ------------------ | --- | ------------------------------------------------- | ----------- |
|         | Lepus castroviejoi  | Palacios, 1977                           | zając kantabryjski | gatunek monotypowy | endemit Hiszpanii: Góry Kantabryjskie pomiędzy Serra dos Ancares a Sierra de Peña Labra; zakres wysokości: 1000–1900 m n.p.m. | DC: 49–51 cm DO: 7,8–9,6 cm MC: 2,7–3,2 kg        | VU          |
|         | Lepus comus         | J.A. Allen, 1927                         | zając junnański    | gatunek monotypowy | północno-wschodnia Mjanma i południowo-środkowa Chińska Republika Ludowa (Junnan, z wyjątkiem części na południowy zachód od rzeki Mekong, południowo-zachodni Syczuan i zachodnie Kuejczou); zakres wysokości: 100–3200 m n.p.m. | DC: 32–48 cm DO: 9,5–11 cm MC: 1,8–2,5 kg         | LC          |
|         | Lepus coreanus      | O. Thomas, 1892                          | zając koreański    | gatunek monotypowy | Półwysep Koreański i północno-wschodnia Chińska Republika Ludowa (południowy Jilin; być może południowo-wschodni Heilongjiang i wschodnie Liaoning) | DC: 43–49 cm DO: 6–7,5 cm MC: około 1,7 kg        | LC          |
|         | Lepus europaeus     | Pallas, 1778                             | zając szarak       | 16 podgatunków     | Europa, północna Azja Zachodnia, na wschód do nizin Mongolii; stara introdukcja do Wielkiej Brytanii; zakres wysokości: 0–2300 m n.p.m. | DC: 55–68 cm DO: 7,5–14 cm MC: 3,5–5 kg           | LC          |
|         | Lepus mandshuricus  | von Radde, 1861                          | zając mandżurski   | gatunek monotypowy | dorzecze rzeki Amur (wschodnia Rosja) na południe do Liaoning (północno-wschodnia Chińska Republika Ludowa); byc może północno-wschodnia Korea Północna; zakres wysokości: 300–900 m n.p.m. | DC: 41–54 cm DO: 5–8 cm MC: 1,4–2,5 kg            | LC          |
|         | Lepus starcki       | Petter, 1963                             | zając wyżynny      | gatunek monotypowy | endemit Etiopii: centralne wyżyny, zwłaszcza góry w obszarach Arussi i Bale; zakres wysokości: 2100–4400 m n.p.m. | DC: 44–55 cm DO: 8,2–11,5 cm MC: 1,9–3 kg         | LC          |
|         | Lepus hainanus      | Swinhoe, 1870                            | zając hainański    | gatunek monotypowy | endemit Chińskiej Republiki Ludowej: wyspa Hajnan; zakres wysokości: 0–300 m n.p.m. | DC: 35–39 cm DO: 4,5–7 cm MC: 1,3–1,8 kg          | EN          |
|         | Lepus nigricollis   | F. Cuvier, 1823                          | zając czarnoszyi   | 7 podgatunków      | skrajnie wschodni Afganistan, subkontynent indyjski; introdukowany na wyspach Oceanu Indyjskiego i na Nowej Gwinei; zakres wysokości: poniżej 1300 m n.p.m. | DC: 33–53 cm DO: 1–9 cm MC: 1,8–3,6 kg            | LC          |
|         | Lepus peguensis     | E. Blyth, 1855                           | zając birmański    | 2 podgatunki       | środkowa i południowa Mjanma (na wschód od doliny rzeki Czinduin), Tajlandia, Laos, Kambodża i południowy Wietnam; zakres wysokości: poniżej 1300 m n.p.m. | DC: 40–59 cm DO: 5,5–8,4 cm MC: 2–2,5 kg          | LC          |
|         | Lepus arcticus      | J. Ross, 1819                            | zając polarny      | 9 podgatunków      | północna Kanada (Terytoria Północno-Zachodnie na wschód do Nowej Fundlandii i Archipelagu Arktycznego) i Grenlandia; zakres wysokości: 0–900 m n.p.m. | DC: 56–66 cm DO: 4,5–10 cm MC: 2,5–6,8 kg         | LC          |
|         | Lepus othus         | C.H. Merriam, 1900                       | zając alaskański   | 3 podgatunki       | Rosja (Półwysep Czukocki i północno-wschodnia Syberia) i Stany Zjednoczone (zachodnia część półwyspu Alaska); zakres wysokości: 0–660 m n.p.m. | DC: 57–62 cm DO: 6,5–8,3 cm MC: 3,9–4,8 kg        | LC          |
|         | Lepus timidus       | Linnaeus, 1758                           | zając bielak       | 16 podgatunków     | północna część krainy palearktycznej, w rozdzielnych populacjach w Irlandii, Szkocji, Alpach, na Sachalinie, Hokkaido i Wyspach Kurylskich; zakres wysokości: 0–3700 m n.p.m. | DC: 51–55 cm DO: 5,9–6,5 cm MC: 2,4–3,4 kg        | LC          |
|         | Lepus alleni        | Mearns, 1890                             | zając antylopi     | 3 podgatunki       | południowo-zachodnie Stany Zjednoczone (południowo-środkowa Arizona) i Meksyk (Sonora na południe do północno-zachodniego Nayarit oraz wyspa Tiburón); zakres wysokości: 0–1500 m n.p.m. | DC: 55–67 cm DO: 4,8–7,6 cm MC: 2,7–4,5 kg        | LC          |
|         | Lepus americanus    | Erxleben, 1777                           | zając amerykański  | 15 podgatunków     | Kanada (za wyjątkiem Nunavut) i północne Stany Zjednoczone (Alaska, Sierra Nevada, Góry Skaliste, obszar Wielkich Jezior i Appalachy) | DC: 36–52 cm DO: 2,5–5,5 cm MC: 1,1–1,6 kg        | LC          |
|         | Lepus tibetanus     | G.R. Waterhouse, 1841                    | zając pustynny     | 5 podgatunków      | Beludżystan (Pakistan), dolina górnego biegu rzeki Indus na północ di Tienszanu, na wschód do północno-środkowej Chińskiej Republiki Ludowej; zakres wysokości: 3500–4000 m n.p.m. | DC: 40–48 cm DO: 8,7–10,9 cm MC: 1,6–2,5 kg       | LC          |
|         | Lepus tolai         | Pallas, 1778                             | zając stepowy      | 7 podgatunków      | stepy na wschód od Morza Kaspijskiego, na południe do Iranu, na wschód przez Kazachstan i południową Syberię do Mongolii i Chińskiej Republiki Ludowej; zakres wysokości: 600–4900 m n.p.m. | DC: 40–59 cm DO: 7,2–11 cm MC: 1,7–2,7 kg         | LC          |
|         | Lepus fagani        | O. Thomas, 1902                          | zając etiopski     | gatunek monotypowy | endemit Etiopii: północne i zachodnie wyżyny (na północ od Wielkich Rowów Afrykańskich); być może przyległe wschodni Sudan Południowy i północno-zachodnia Kenia; zakres wysokości: 500–2500 m n.p.m. | DC: 45–54 cm DO: 5–8,2 cm MC: brak danych         | LC          |
|         | Lepus microtis      | von Heuglin, 1865                        | zając sawannowy    | 4 podgatunki       | północno-zachodnia Afryka (Sahara Zachodnia do Gwinei), na wschód przez Sahel do Sudanu i zachodniej Etiopii, na południe przez Afrykę Wschodnią do Angoli i Południowej Afryki; także w Algierii; zakres wysokości: do 3600 m n.p.m. | DC: 42–58 cm DO: 6,8–12,1 cm MC: 1,4–3,2 kg       | NE          |
|         | Lepus sinensis      | J.E. Gray, 1832                          | zając chiński      | 3 podgatunki       | południowo-wschodnia Chińska Republika Ludowa na południe do rzeki Jangcy i Tajwan; być może północno-wschodni Wietnam; zakres wysokości: 0–5000 m n.p.m. | DC: 35–45 cm DO: 4–5,7 cm MC: 1–1,9 kg            | LC          |
|         | Lepus yarkandensis  | A. Günther, 1875                         | zając nadrzeczny   | gatunek monotypowy | endemit Chińskiej Republiki Ludowej: stepy Kotliny Kaszgarskiej wokół skraju pustyni Takla Makan (południowy Sinciang); zakres wysokości: 900–1200 m n.p.m. | DC: 29–43 cm DO: 5,5–8,6 cm MC: 1,1–1,9 kg        | NT          |
|         | Lepus altamirae     | E.W. Nelson, 1907                        |                    | gatunek monotypowy | endemit Meksyku: otwarte siedliska wschodniego Tamaulipas; zakres wysokości: 0–150 m n.p.m. | DC: brak danych DO: brak danych MC: brak danych   | NE          |
|         | Lepus brachyurus    | Temminck, 1844                           | zając kusy         | gatunek monotypowy | endemit Japonii: Honsiu (wraz z wyspą Sado i Wyspami Oki), Sikoku oraz Kiusiu (i okoliczne wyspy); zakres wysokości: 0–300 m n.p.m. | DC: 49–54 cm DO: 3,7–4,1 cm MC: 2,4–2,7 g         | LC          |
|         | Lepus californicus  | J.E. Gray, 1837                          | zając wielkouchy   | 17 podgatunków     | południowo-zachodnie Stany Zjednoczone (na północ do Waszyngtonu, na wschód do Missouri i Teksasu) oraz Meksyk (na południe do miasta Meksyk i kilku wysp); zakres wysokości: 85–3750 m n.p.m. | DC: 52–61 cm DO: 5–10,1 cm MC: 1,5–3,6 kg         | LC          |
|         | Lepus callotis      | Wagler, 1830                             | zając białoboki    | 2 podgatunki       | południowo-zachodnie Stany Zjednoczone (południowo-zachodni Nowy Meksyk) i Meksyk (Chihuahua na południe do północnego Guerrero i północno-zachodniej Oaxaci); zakres wysokości: 750–2550 m n.p.m. | DC: 43–60 cm DO: 4,7–9,2 cm MC: 1,5–3,2 kg        | VU          |
|         | Lepus capensis      | Linnaeus, 1758                           | zając płowy        | 9 podgatunków      | Cypr, Egipt, Izrael, Palestyna, Azja Zachodnia, Półwysep Arabski, Iran, Irak, południowo-zachodni Pakistan (Beludżystan) i południowo-zachodni Afganistan, Egipt, Czad, Sudan, Erytrea, Etiopia, Sudan Południowy, Uganda, Kenia, Tanzania, Namibia, Botswana, Zimbabwe, Mozambik, Eswatini, Lesotho oraz Południowa Afryka (Prowincja Przylądkowa Północna i Zachodnia); zakres wysokości: do 2400 m n.p.m. | DC: 45–55 cm DO: 10–14,5 cm MC: 1,7–2,5 kg        | LC          |
|         | Lepus mediterraneus | J.A. Wagner, 1841                        |                    | gatunek monotypowy | Sardynia (Włochy), północne Maroko, Tunezja, Libia i Egipt | DC: brak danych DO: brak danych MC: brak danych   | NE          |
|         | Lepus schlumbergeri | Remy-St. Loup, 1894                      |                    | gatunek monotypowy | północno-wschodnie Maroko; być może Mauretania | DC: brak danych DO: brak danych MC: brak danych   | NE          |
|         | Lepus saharae       | Urios, Soria-Boix & Rguibi Idrissi, 2019 |                    | gatunek monotypowy | południowo-zachodnia Sahara (Maroko, Mauretania, Mali i Senegal) | DC: brak danych DO: brak danych MC: około 1,76 kg | NE          |
|         | Lepus corsicanus    | de Winton, 1898                          | zając apeniński    | gatunek monotypowy | endemit Włoch: Toskania na południe do Kalabrii, Sycylia (granice zasięgu bardzo słabo poznane); stara introdukcja na Korsykę; zakres wysokości: 0–2400 m n.p.m. | DC: 55–61 cm DO: 7–12 cm MC: 3,5–5 kg             | VU          |
|         | Lepus flavigularis  | J.A. Wagner, 1844                        | zając wydmowy      | gatunek monotypowy | endemit Meksyku: mały obszar pomiędzy Salina Cruz (południowo-wschodnia Oaxaca) i skrajnie zachodnim Chiapas; zakres wysokości: 0–665 m n.p.m. | DC: 57–61 cm DO: 6,5–9,5 cm MC: 2,5–3,7 kg        | EN          |
|         | Lepus granatensis   | Rosenhauer, 1856                         | zając iberyjski    | 3 podgatunki       | Półwysep Iberyjski (za wyjątkiem północnej i północno-wschodniej części), Baleary (Majorka, gdzie prawdopodobnie został introdukowany); zakres wysokości: 0–1900 m n.p.m. | DC: 44–48 cm DO: 9,3–11,2 cm MC: 2–2,6 kg         | LC          |
|         | Lepus habessinicus  | Hemprich & Ehrenberg, 1832               | zając abisyński    | gatunek monotypowy | wschodni Sudan, Erytrea, Dżibuti, wschodni i południowa Etiopia oraz Somalia (z wyłączeniem południowej części); być może skrajnie północna Kenia; zakres wysokości: 0–2500 m n.p.m. | DC: 40–55 cm DO: 7,5–10 cm MC: brak danych        | LC          |
|         | Lepus oiostolus     | B.H. Hodgson, 1840                       | zając wełnisty     | gatunek monotypowy | Wyżyna Tybetańska, północno-zachodnie i północno-wschodnie Indie (Dżammu i Kaszmir oraz Sikkim) i północny Nepal; być może północny Bhutan; zakres wysokości: 2500–5400 m n.p.m. | DC: 40–58 cm DO: 6,5–12,5 cm MC: 2–4,3 kg         | LC          |
|         | Lepus saxatilis     | F. Cuvier, 1823                          | zając zaroślowy    | gatunek monotypowy | południowa Namibia, większość Południowej Afryki, Eswatini i Lesotho; północna granica niejasna, być może do południowej Botswany i południowego Zimbabwe | DC: 45–63 cm DO: 7–12,2 cm MC: 1,4–3,5 kg         | LC          |
|         | Lepus townsendii    | Bachman, 1839                            | zając białoogonowy | 2 podgatunki       | południowa Kanada (Kolumbia Brytyjska do południowo-zachodniego Ontario) oraz zachodnie i środkowe Stany Zjednoczone (na południe do Nowego Meksyku, na wschód do Missouri); zakres wysokości: 30–4320 m n.p.m. | DC: 57–66 cm DO: 6,6–10,2 cm MC: 2,5–4,4 kg       | LC          |

Kategorie IUCN:  LC  – gatunek najmniejszej troski,  NT  – gatunek bliski zagrożenia,  VU  – gatunek narażony,  EN  – gatunek zagrożony;  NE  – gatunki niepoddane jeszcze ocenie.
Opisano również gatunki wymarłe z plejstocenu:
- Lepus benjamini Hay, 1921[38] (Stany Zjednoczone)
- Lepus qinhuangdaoensis Wang Wei, Zhang Yunxiang, Li Yongxiang & Gong Hujun, 2010[39] (Chińska Republika Ludowa)
- Lepus teilhardi Zhang Zhaoqun, 2010[40] (Chińska Republika Ludowa)
- Lepus terraerubrae Kretzoi, 1956[41] (Węgry)
- Lepus valdarnensis Weithofer, 1889[42] (Włochy)
- Lepus veter MacInnes, 1953[43] (Kenia)
- Lepus ziboensis Zhang Zhaoqun, 2010[44] (Chińska Republika Ludowa)